# Krahwinkel (Overath)
Krahwinkel ist ein Ortsteil von Marialinden in der Stadt Overath im Rheinisch-Bergischen Kreis in Nordrhein-Westfalen, Deutschland.

## Lage und Beschreibung
Wald und Felder umgeben die landschaftsgeschützte Hofschaft. Sie ist von Overath-Landwehr aus über eine schmale Landstraße zu erreichen, von Vilkerath aus über einen Forstweg.  Alle Häuser sind Fachwerkbauten im alten bergischen Stil. Ob der Name Krahwinkel von den heute hier noch häufig zu beobachteten Krähen stammt oder von dem Namen Adolphus de Crawinkele, der sich auf einer alten Zinsliste findet, ist nicht geklärt. Das Gebiet gehört naturräumlich betrachtet zum Marialinder Riedelland, das wiederum zu den Agger-Sülz-Hochflächen zählt. Westlich von Overath befinden sich vier Zuläufe zum Schlingenbach, die jeweils wieder aus einigen Quellen gespeist werden. Zu den seltenen Tieren, die in der Gegend zu beobachten sind, gehört der Rote Milan.

## Geschichte
Die Topographia Ducatus Montani des Erich Philipp Ploennies, Blatt Amt Steinbach, belegt, dass der Wohnplatz bereits 1715 drei Hofstellen besaß, die als Krahwinckel beschriftet sind. Carl Friedrich von Wiebeking benennt die Hofschaft auf seiner Charte des Herzogthums Berg 1789 als Krawinkel. Aus ihr geht hervor, dass der Ort zu dieser Zeit Teil der Honschaft Miebach im Kirchspiel Overath war.
Im Jahr 1805 wurde der Brückenbauer Johann Bolz aus Krahwinkel damit beauftragt, die zuvor zerstörte Holzbrücke über die Agger wieder zu erbauen. Er fand ein tragisches Ende:  Am 6. Februar, als die Brücke fast fertiggestellt war, führte die Agger Hochwasser. Als Bolz mit seinen Gehilfen Peter Wilhelm Feckter und Caspar Lindner aus Much das Brückengeländer anbringen wollte, wurde die Brücke von den Fluten fortgerissen und die drei Brückenbauer ertranken.
Unter der französischen Verwaltung zwischen 1806 und 1813 wurde das Amt Steinbach aufgelöst und die Honschaft Miebach mit Krahwinkel wurde politisch der Mairie Overath im Kanton Bensberg zugeordnet. 1816 wandelten die Preußen die Mairie zur Bürgermeisterei Overath im Kreis Mülheim am Rhein, einem Zusammenschluss der Kantone Bensberg und Mülheim am Rhein.
Krahwinkel ist auf der Topographischen Aufnahme der Rheinlande von 1824 und auf der Preußischen Uraufnahme von 1840 als Krawinkel mit einem Wohnplatz eingezeichnet. Ab der Preußischen Neuaufnahme von 1892 ist es auf Messtischblättern regelmäßig verzeichnet.
Für 1830 werden im als Pachtgut bezeichneten Ort 40 Einwohner angegeben. Der 1845 laut der Uebersicht des Regierungs-Bezirks Cöln als Hof kategorisierte Ort besaß zu dieser Zeit sieben Wohnhäuser. Zu dieser Zeit lebten 31 Einwohner im Ort, alle katholischen Glaubens.
Die Gemeinde- und Gutbezirksstatistik der Rheinprovinz führt Krahwinkel 1871 mit sieben Wohnhäusern und 26 Einwohnern auf. Im Gemeindelexikon für die Provinz Rheinland von 1888 werden für Krahwinkel sieben Wohnhäuser mit 32 Einwohnern angegeben. 1895 besitzt der Ort fünf Wohnhäuser mit 29 Einwohnern und gehörte konfessionell zum katholischen Kirchspiel Marialinden, 1905 werden vier Wohnhäuser und 26 Einwohner angegeben. Der Hausnummerierungs Kataster von 1907 verzeichnet für Krahwinkel fünf Häuser und die Namen der Eigentümer: Peter Bolz, Johann Erkelenz, August Greve und Peter Hilperath.
Von Krahwinkel aus kann heute zuweilen neben Rehwild auch eine Herde Mufflons beobachtet werden, die ihre Heimat im Wald bei Linde gefunden haben. Die Tiere äsen und sonnen sich gern auf abgeernteten Feldern im Tal zwischen Krahwinkel,  Linde und Landwehr. Das Gebiet geriet in die Schlagzeilen, weil eine neu eingewanderte Wölfin wohl eines dieser Mufflons gerissen hat. Inzwischen zählt der Bereich zu den Wolfsverdachtsgebieten im Rheinisch-Bergischen Kreis, den das NRW-Umweltministerium eingerichtet hat.

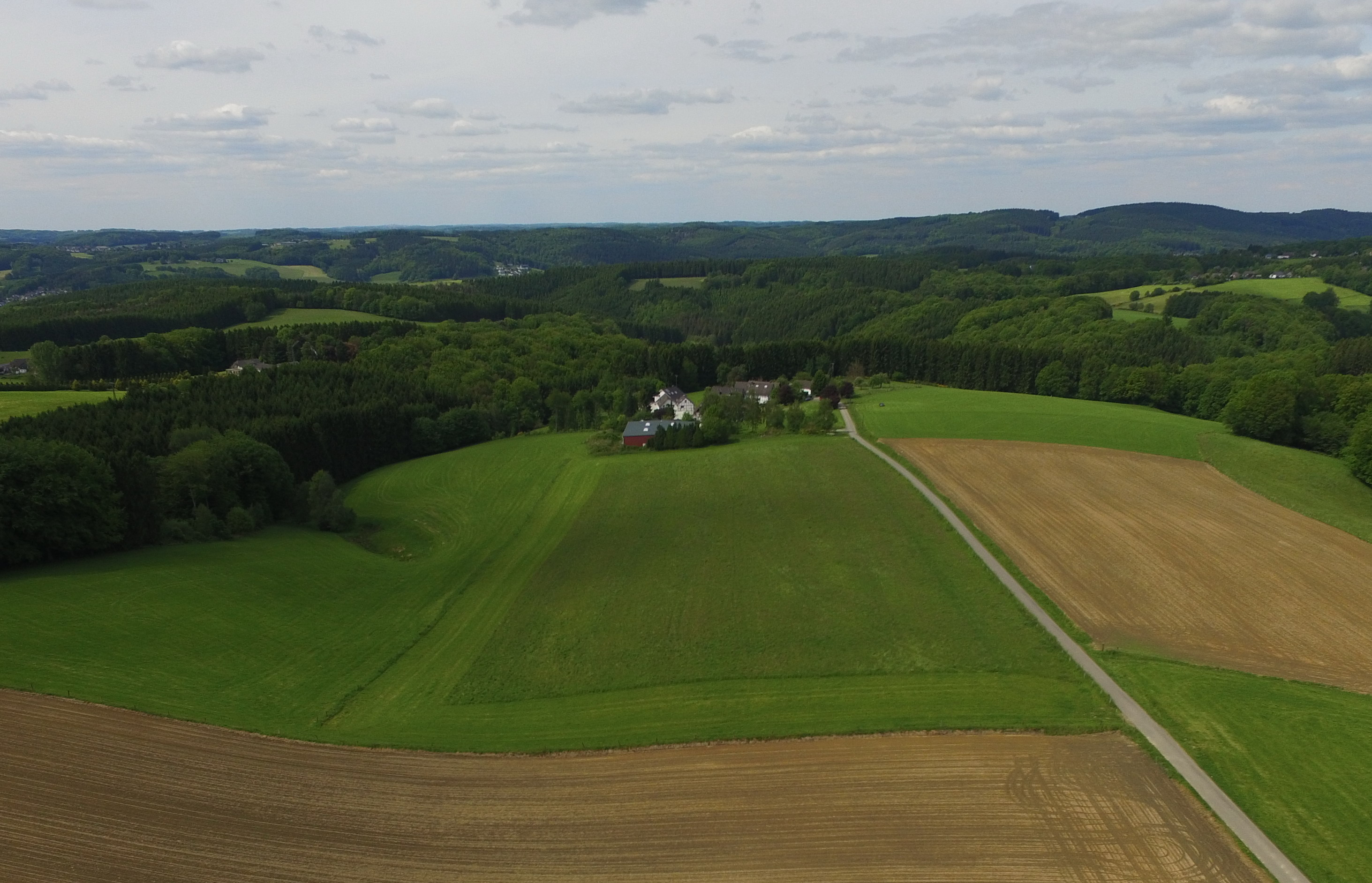
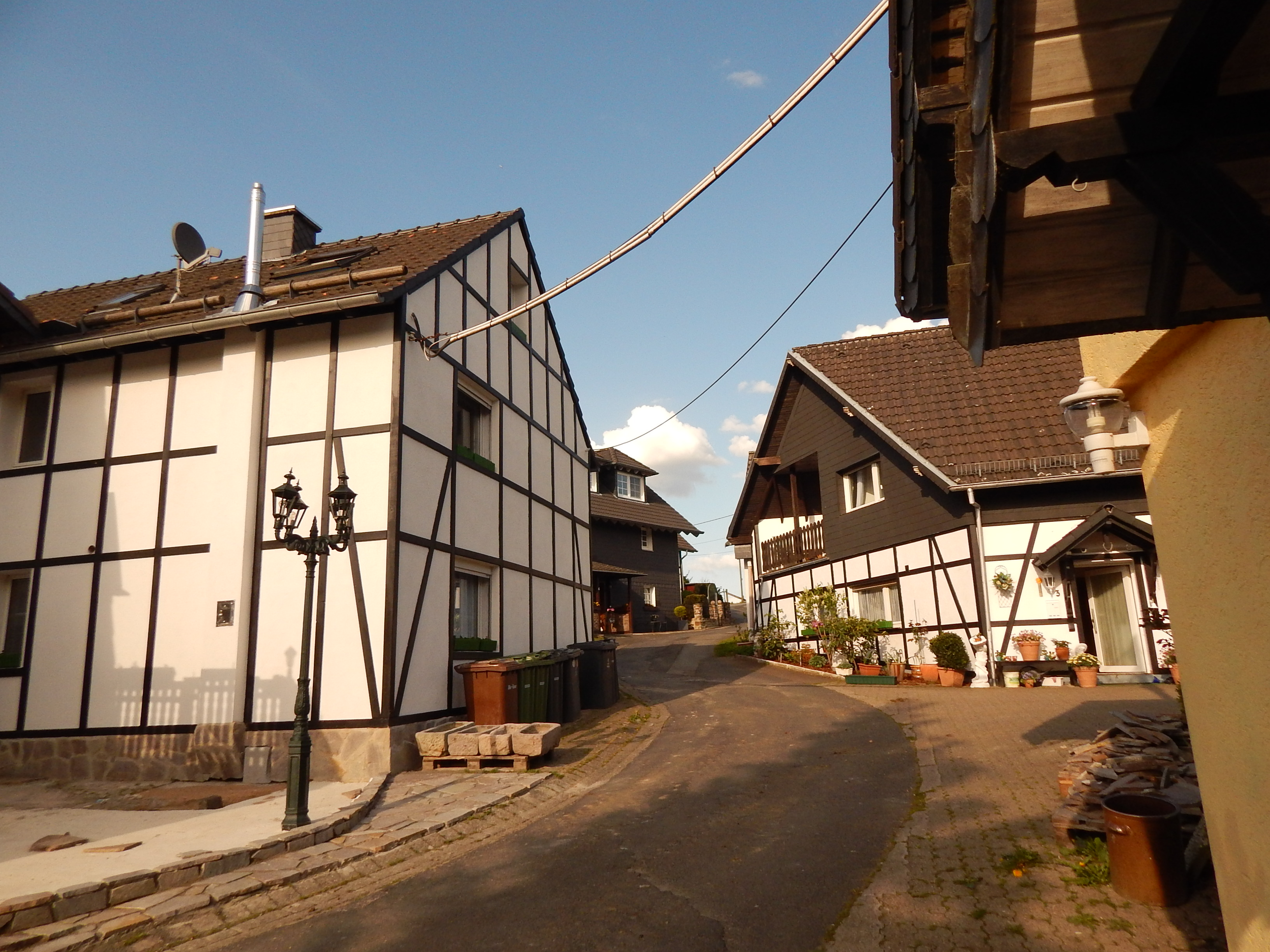
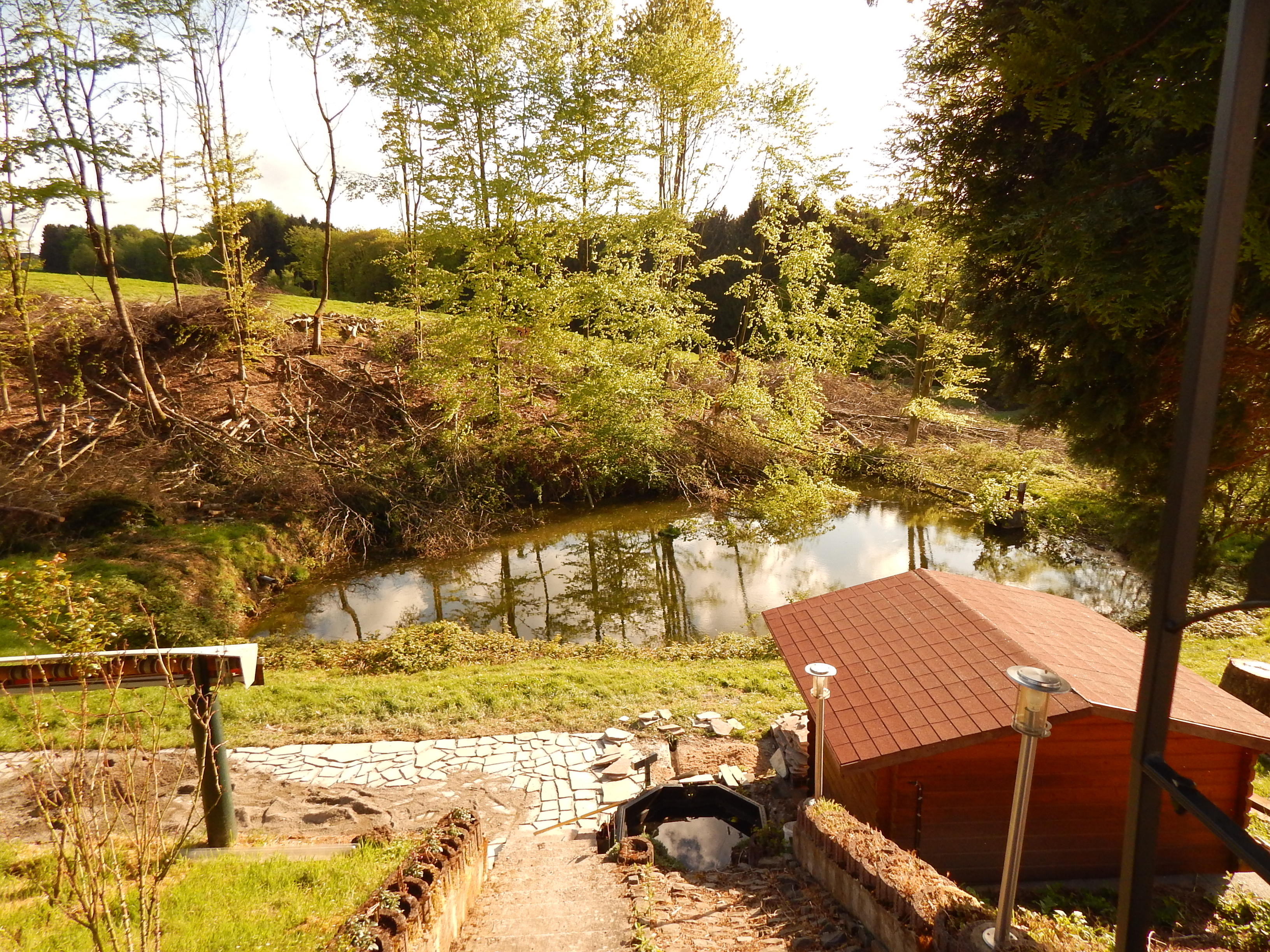
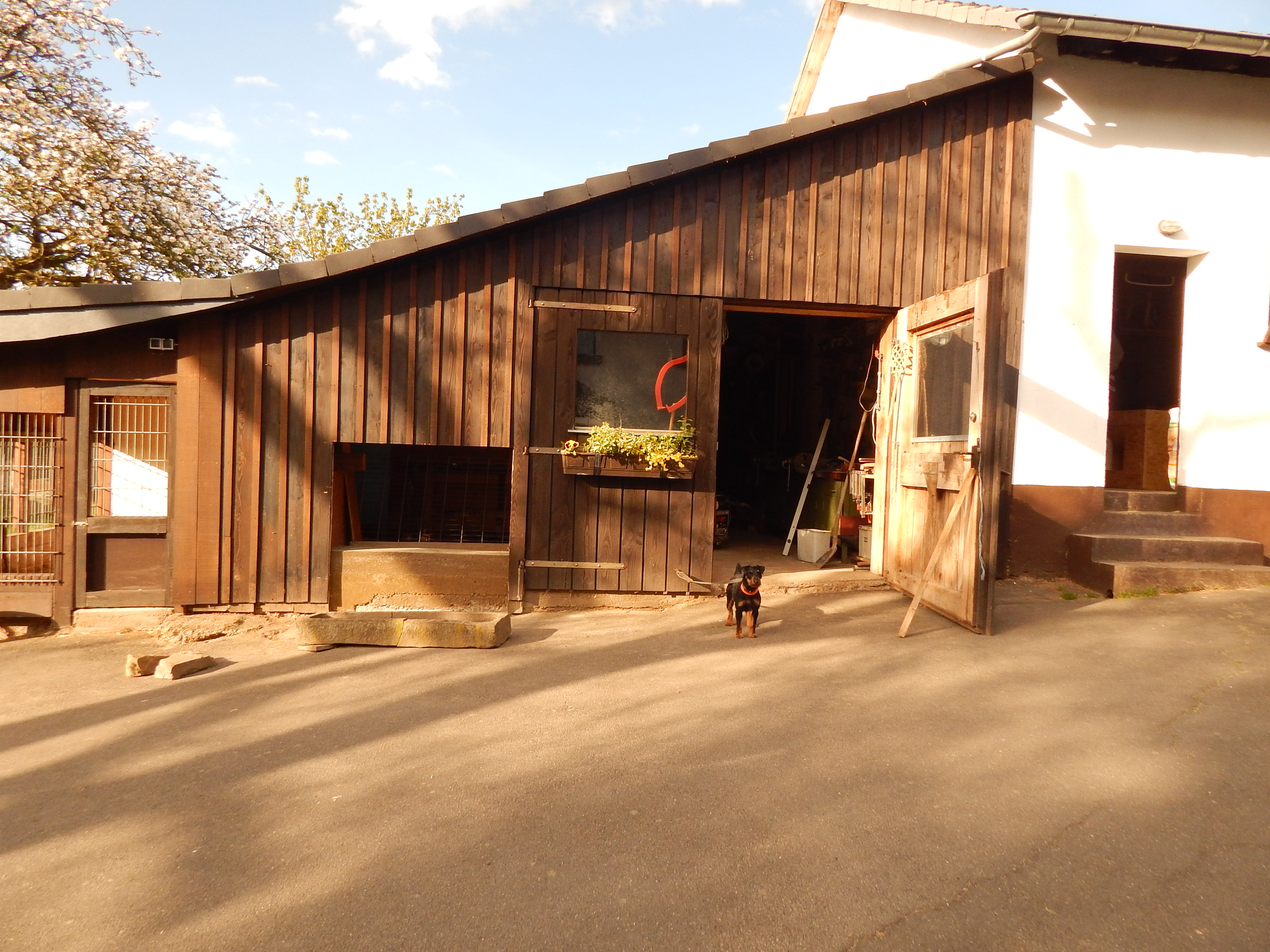